# 美國海軍特種作戰開發群
美国海军特種作戰開發群 （英語：United States Naval Special Warfare Development Group）前身為美国海军海豹突击队第六分队（簡稱海豹六隊，缩写：ST6），是美国海军的反恐特種作戰部隊，隶属于美国联合特种作战司令部美国海军特种作战司令部，於戰爭时则由联合特种作战司令部指挥，其主要責任為蒐集情報、執行全球範圍反恐怖主義行動以及特種作戰裝備、技術、戰術的研究、開發和標準化。與陸軍特種部隊三角洲部隊（SFOD-D）、第 75 遊騎兵團屬偵查連（75th Ranger Regiment RRD）、情報支援活動（ISA）和空軍第24特种战术中队同為美國特種作戰部隊中級別最高的第一級（Tier 1）特別任務單位。
美国海军特種作戰開發組通过联合特种作战司令部与中央情报局合作进行在國內外的隐蔽行动。其近年來參與過的其中一項著名的行動，是於2011年5月擊斃賓拉登。此外，海军特種作戰開發組此名称于2010年后不再使用，新名称至今仍然為機密。

## 历史

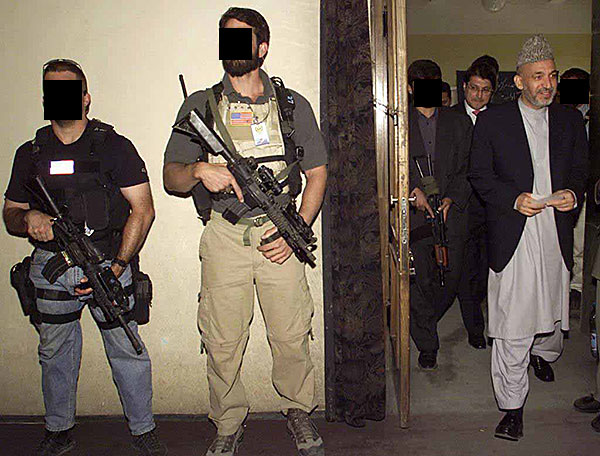
擔任著保鏢的DEVGRU隊員

1980年隨著美國联合特种作战司令部一同成立，海豹突击队第六分队的成立可追溯于1980年鷹爪行動的失敗，當時試圖营救受困在美國驻伊朗大使館的52名人质。在此之前，當時只有兩隊的海豹部隊就已經開始展開反恐行動，包括位於西海岸的海豹一队埃克排（Echo Platoon），不過海豹部隊位於東海岸的海豹二队則是挑選兩排更進一步的成立第六机动小组（MOB SIX，Mobility Six），而這隊伍也成為專門應對反恐行動的海軍單位，並且持續反恐戰術訓練。
海豹六隊成立於1980年10月，也就是鷹爪行動失敗的六個月過後，一開始只是為未來作戰發展新式戰術的先行訓練單位，而在這時期只有兩支海豹隊伍存在並且執行任務，海豹六队於1981年開始正式官方運作。
1987年，海豹六隊擁有了正式名稱——海軍特種作戰開發群（英語：Naval Special Warfare Development Group，縮寫：DEVGRU），關於名稱為何變換存有多種說法，從戰術應用到隊伍名稱，所有说法都指向了海豹六隊的创建人理查德·馬辛柯。儘管如此，海豹部隊第六分隊仍然是其最流傳及至今仍然被公眾稱呼的名稱。
美国东部时间2011年5月1日，此部隊在巴基斯坦擊斃涉嫌策劃九一一事件而被美國政府通緝多年的基地組織領導人本拉登。

## 部隊架構
- 紅色中隊（突擊）
- 金色中隊（突擊）
- 藍色中隊（突擊）
- 銀色中隊（突擊）
- 黑色中隊（情報收集、偵察、監視）
- 灰色中隊（機動小隊，負責運輸及潛水）
- 綠隊（負責訓練及選拔）

## 已知裝備
下列為不完全的裝備紀錄。

### 個人武器

#### 手槍
| 武器名稱              | 原產地 | 備註                |
| --------------------- | ------ | ------------------- |
| SIG Sauer P226        | 德国   | Mk 25 Mod 0；已退役 |
| SIG Sauer P228        | 德国   | M11；已退役         |
| SIG Sauer P239        | 德国   | 已退役              |
| 史密斯威森M686        | 美国   | 已退役              |
| 克拉克17              | 奥地利 | Mk 28               |
| 克拉克19              | 奥地利 | Mk 27               |
| HK45CT                | 德国   | Mk 24 Mod 0         |
| SIG Sauer P320 X-Five | 美国   | -                   |

#### 衝鋒槍
| 武器名稱       | 原產地 | 備註             |
| -------------- | ------ | ---------------- |
| HK MP5SD、MP5N | 德国   | 正被HK MP7A1取代 |
| HK MP7A1       | 德国   | -                |

#### 突擊步槍／戰鬥步槍
| 武器名稱        | 原產地 | 備註                 |
| --------------- | ------ | -------------------- |
| 柯特M733        | 美国   | 已退役               |
| 柯特M4A1        | 美国   | 已退役               |
| Mk 18 Mod 0     | 美国   | 已退役               |
| HK416D          | 德国   | 已退役               |
| KAC SR-16       | 美国   | -                    |
| Noveske N4      | 美国   | 現時主力步槍         |
| SIG MCX Rattler | 美国   | -                    |
| HK G3A4         | 德国   | 已退役               |
| HK417           | 德国   | 主要用作精確射手步槍 |
| AK系列          | 苏联   | 用於訓練及隱蔽行動   |

#### 狙擊步槍
| 武器名稱       | 原產地 | 備註                            |
| -------------- | ------ | ------------------------------- |
| Mk 13 Mod 5    | 美国   | 採用AICS枪托的雷明顿700狙击步枪 |
| 精密國際AWM    | 英国   | -                               |
| 精密國際AWC    | 英国   | -                               |
| 巴雷特MRAD     | 美国   | Mk 22 ASR                       |
| Mk 11 Mod 0    | 美国   | 已退役                          |
| 麥克米蘭TAC-50 | 美国   | Mk 15                           |

#### 輕機槍／通用機槍
| 武器名稱           | 原產地 | 備註 |
| ------------------ | ------ | ---- |
| Mk 46 Mod 0／Mod 1 | 美国   | -    |
| Mk 43 Mod 0／Mod 1 | 美国   | -    |
| Mk 48 Mod 0／Mod 1 | 美国   | -    |

#### 霰彈槍
| 武器名稱 | 原產地 | 備註         |
| -------- | ------ | ------------ |
| M870     | 美国   | 主要用作破門 |
| 伯奈利M4 | 義大利 | M1014        |

#### 榴彈發射器
| 武器名稱 | 原產地 | 備註                                      |
| -------- | ------ | ----------------------------------------- |
| M79      | 美国   | 短管截短槍身型，綽號“海盜槍”              |
| M320     | 美国   | 可下掛在HK416突擊步槍護木下，亦可單獨使用 |

#### 反裝甲武器
| 武器名稱        | 原產地 | 備註             |
| --------------- | ------ | ---------------- |
| M72 LAW         | 美国   | 一次性           |
| AT4             | 瑞典   | M136；一次性     |
| FGM-148標槍飛彈 | 美国   | 自主導引，一次性 |

### 個人裝備
- 作戰服
  -  CWU 27/P工作服（90年代—21世紀初使用，主要用於登船行動或近身距離作戰）
  -  沙漠迷彩制服（英语：Desert Camouflage Uniform）（90年代—21世紀初使用）
  -  陸軍作戰服（通用迷彩樣式）（反恐戰爭初期和伊拉克戰爭期間與陸軍部隊聯合行動時使用）
  -  海軍工作服2型、3型（英语：Navy Working Uniform）
  -  Crye Precision NC、G3作戰服（Multicam、AOR-1及AOR-2迷彩樣式）
- 戰術頭盔
  -  Pro-Tec Classic Full Cut（90年代—21世紀初使用）
  -  MICH-2000（已退役）
  -  MICH-2001（已退役）
  -  MICH-2002（已退役）
  -  Crye Precision Airframe Helmet（已退役）
  -  Ops-Core FAST Maritime（Multicam、卡其色塗裝）
  -  Ops-Core FTHS（卡其色塗裝）
- 攜板背心
  -  LBT 6094（2000年代後期—2010年代中期使用）
  -  Eagle Industries MMAC (AOR-1迷彩樣式) （已退役）
  -  Crye Precision AVS Swimmer Cut
  -  Crye Precision JPC／JPC 2.0（Multicam迷彩樣式）
  -  Crye Precision JPC 2.0 Swimmer Cut Maritime／ Swimmer Cut (Multicam迷彩樣式)
  -  Crye Precision NJPC (Multicam及AOR-1迷彩樣式)
  -  Ferro Concepts FCPC V5 (Multicam迷彩樣式)
- 戰術槍套
  -  Safariland 6004（供SIG P226及SIG P228使用；已退役）
  -  Safariland 6354DO（Multicam塗裝，供克拉克19，即Mk 27 Mod 1／2使用）
- 抗噪耳機
  -  3M Peltor Comtac III
  -  MSA Sordin
- 夜視儀
  -  AN/PVS-15
  -  AN/PVS-31
  -  GPNVG-18
- 戰術靴
  - Salmon 3D
- 手套
- 無線電
  -  PRC-148
  -  PRC-152（英语：PRC-152）
- 各種手榴彈
- 戰鬥刀

## 重大事件
2011年8月6日，17名海豹突击队官兵所乘坐的CH-47直升機在阿富汗中部瓦尔达克省赛义德阿巴德地区执行清剿塔利班的军事行动中坠毁，包括机组人员在内，造成至少30名美军官兵以及另外7名阿富汗军人丧生，致命伤极可能是一枚塔利班武装人员发射的火箭推进榴弹。《纽约时报》称，机上38人中包括17名海豹突击队特种兵，其中15人隶属于第六分队。英国《每日邮报》则援引一名美军情报官员的话报道，本次阵亡官兵未参与击毙賓拉登的军事行动。除了海豹部队的官兵外，机上美军还包括空中管制员与机组成员，据信其中有3名空军航管人员，1只军犬和它的训练员，以及1位文职通译和机组员。这起坠机事件是2001年阿富汗战争爆发以来，驻阿富汗国际部队死亡人数最多的单一事件。

## 流行文化

### 電子遊戲
- 系列：作為反恐部隊人物皮膚之一，仍然使用舊稱“Seal Team 6”（ST6）。部隊造型來自1990年代—21世紀初的海豹部隊執行反恐作戰時的裝束，穿著軍綠色的CWU 27/P連身服及黑色戰術背心，同時佩戴黑色巴拉克拉瓦頭套及不具備防彈功能的綠色運動頭盔（《次世代》版本中改為功夫龍頭盔並同時戴上護目鏡）。
  - 《絕對武力：全球攻勢》：作為在部份地圖登場的反恐部隊，仍然使用舊稱“Seal Team 6”（ST6）。穿著多地形迷彩作戰服及Molle系統攜板背心，同時佩戴黑色巴拉克拉瓦頭套、護目鏡、FAST頭盔及抗噪耳機。
- 《榮譽勳章》：戰役模式中其中一名玩家角色為隸屬「AFO海神」（AFO Neptune）的DEVGRU幹員（遊戲中並無明確提及），「野兔」（Rabbit）。遊戲背景設定為2002年持久自由行動期間的阿富汗。「AFO海神」與「AFO狼群」（AFO Wolfpack）所屬的三角洲部隊幹員執行了針對塔利班的反叛亂作戰。
- ：戰役模式中玩家可操控兩名馬科特遣隊（Task Force Mako）所屬的DEVGRU幹員，“牧師”（Preacher）和“樹椿”（Stump），並執行了多次國外反恐作戰。在聯機模式中以「海豹部隊」（Navy SEALs）的名義作為「阿特拉斯特遣隊」（Task Force Atlas）所屬12支一級特種部隊內的其中一支部隊登場。部隊造型以現實中2010年代的DEVGRU幹員為藍本，穿著AOR1數位迷彩作戰服及攜板背心，同時頭戴AOR1塗裝的Ops-Core FAST頭盔及抗噪耳機。
- ：在戰役模式2025年關卡中登場的主要玩家角色，大衛·梅森（David Mason）為海豹六隊（ST6）的幹員，該部隊參與了第二次冷戰期間的多次隱蔽軍事行動。在聯機模式中海豹六隊也作為一個可玩陣營登場。穿著多地形迷彩作戰服並配備各種虛構的近未來武器裝備。

### 電影
- 2012年上映的電影《00:30凌晨密令》（Zero Dark Thirty）亦有記載DEVGRU參與海神之矛行動時的情況。
- 由快桅阿拉巴馬號劫持案改編而成的2013年電影《怒海劫》中重演了當時DEVGRU的隊員跟索馬里海盗談判，最終擊斃救生艇内三名海盗並救回菲利普斯的整個過程。

### 書籍
- 《艱難一日：海豹六隊擊斃本·拉登行動親歷》（No Easy Day: The Firsthand Account of the Mission That Killed Osama bin Laden）一書中記載了DEVGRU參與海神之矛行動時許多不為人知的細節。

### 電視劇
- 《海豹六隊（英语：Six (TV series)）》（Six）和《海豹突擊隊》（SEAL Team）為兩部以DEVGRU為主題的電視劇。